# Sergei Petrowitsch Suslin
Sergei Petrowitsch Suslin (russisch Сергей Петрович Суслин; * 9. November 1944 in Moskau) ist ein ehemaliger sowjetischer Judoka, der drei Bronzemedaillen bei Weltmeisterschaften gewann und zweimal Europameister war.

## Karriere
Der 1,71 m große Suslin kämpfte im Leichtgewicht, die Gewichtsklasse bis 63 Kilogramm war damals die leichteste Gewichtsklasse im Judo. Sein erster internationaler Erfolg war die Silbermedaille bei den Europameisterschaften 1965 in Madrid, als er im Finale seinem Landsmann Alexei Iljuschin unterlag. Im Jahr darauf fanden die Europameisterschaften in Luxembourg statt. Suslin gewann das Einzel-Finale gegen den Franzosen Jean-Claude Meslaye. Im Mannschaftswettbewerb siegte das Team aus der Sowjetunion. 1967 in Rom bezwang Suslin im Finale den Belgier Gustaaf Lauwereins und verteidigte seinen Titel damit erfolgreich. Drei Monate später fanden in Salt Lake City die Weltmeisterschaften 1967 statt. Suslin gewann eine Bronzemedaille hinter den beiden Japanern Takafumi Shigeoka und Hirofumi Matsuda. Bei den Europameisterschaften 1968 in Lausanne erreichte Suslin das Finale und verlor gegen seinen sowjetischen Mannschaftskameraden Piruz Martkoplischwili.
1969 verpasste Suslin die Medaillenränge bei den Europameisterschaften. Bei den Weltmeisterschaften 1969 in Mexiko-Stadt bezwang Suslin im Viertelfinale den Franzosen Jean-Jacques Mounier. Im Halbfinale unterlag er dem Japaner Toyokazu Nomura. Den Kampf um eine Bronzemedaille gewann Suslin gegen den Belgier Gustaaf Lauwereins. Im Jahr darauf erreichte Suslin das Finale bei den Europameisterschaften 1970 in Ost-Berlin, dort unterlag er Jean-Jacques Mounier. 1971 gewann Suslin bei den Weltmeisterschaften zum dritten Mal Bronze, nachdem er wie zwei Jahre zuvor im Halbfinale gegen Toyokazu Nomura verloren hatte. Im Kampf um Bronze besiegte er den Ungarn János Pulai. 1972 erreichte Suslin bei den Europameisterschaften in Voorburg zum sechsten Mal das Finale, wie 1970 unterlag er im Finale dem Franzosen Jean-Jacques Mounier. Zum Abschluss seiner Karriere trat Suslin bei den Olympischen Spielen in München an. Nach Freilos in der ersten Runde unterlag er dem Ungarn Ferenc Szabó durch Kampfrichterentscheid (Yusei-Gachi).